# 7 de octubre
El 7 de octubre es el 280.º (ducentésimo octogésimo) día del año —el 281.º (ducentésimo octogésimo primero) en los años bisiestos— en el calendario gregoriano. Quedan 85 días para finalizar el año.

## Acontecimientos
- 3761 a. C.: comienza la cuenta del calendario hebreo moderno.
- 759 a. C.: en reino de juda, un terremoto de aproximadamente 7.3 grados de la escala sismológica de Richter deja un saldo de unos 5000 muertos en las regiones de Galilea, Samaria, Judea y parte de Transjordania. Se registra como el «terremoto del rey leproso Ozías».
- 788: en España, accede al poder de Hisham I, segundo emir independiente de Al-Ándalus.
- 1072: en Zamora (España), Bellido Dolfos asesina al rey Sancho el Fuerte junto a las murallas de la ciudad.
- 1462: en Roma (península italiana), el papa Pío II censura oficialmente el uso de africanos como esclavos.
- 1492: Cristóbal Colón se aleja de Florida al cambiar de rumbo. El 12 arribará por primera vez a tierra americana.
- 1506: en el norte de la península italiana, los ejércitos del papa Julio II y de Francia ocupan Bolonia.
- 1513: en Italia ―en el curso de la Guerra de la Liga de Cambrai― las tropas españolas (bajo el mando Ramón de Cardona) vencen a los venecianos en la Batalla de La Motta.
- 1520: en Lovaina (Países Bajos) se realiza la primera quema pública de libros.
- 1530: en Venezuela (en ese entonces conocido como territorio alemán con el nombre de Klein-Venedig o Welserland), el explorador alemán, Nicolás Federmann en busca de abundante oro, descubre el tan buscado micro-reino Ayamán de la Región de Carohana (Carora), para luego seguir sus expediciones en busca de El Dorado, una legendaria ciudad de oro.
- 1542: en California, el explorador español Juan Rodríguez Cabrillo descubre la isla de Santa Catalina.
- 1571: tiene lugar la batalla de Lepanto entre la Liga Santa y el Imperio otomano.
- 1637: el príncipe Federico Enrique de Orange-Nassau ocupa Breda.
- 1649: se casan el rey Felipe IV de España y Mariana de Austria.
- 1690: Quebec (Canadá) es atacada por los ingleses al mando de Louis de Buade.
- 1702: tropas anglo-neerlandesas al mando de John Churchill ocupan Roermond.
- 1763: el rey Jorge III decreta la expropiación de las tierras de los aborígenes en los montes Alleghenies en los Estados Unidos.
- 1769: James Cook llega a Nueva Zelanda
- 1776: el príncipe Pablo de Rusia se casa con Sofía Dorotea de Wurtemberg.
- 1777: en la Guerra de Independencia de los Estados Unidos, los estadounidenses vencen a los británicos en la batalla de Bemis Heights.
- 1780: en el transcurso de la Guerra de Independencia de los Estados Unidos tiene lugar la Batalla de Kings Mountain donde la milicia estadounidense vence a la británica dejando al coronel Patrick Ferguson en Carolina del Sur.
- 1806: en Londres, el inventor Ralph Wedgewood patenta el papel carbón.
- 1828: la ciudad griega de Patras es liberada por fuerzas expedicionarias en el Peloponeso bajo el mando del general francés Nicolas Joseph Maison.
- 1838: en Tampico, Longinos Montenegro lanza un pronunciamiento en contra del régimen centralista que se había instaurado en México en 1835.
- 1840: en Países Bajos, Guillermo II es proclamado rey.
- 1864: en Richmond (Virginia) ―en el marco de la guerra civil estadounidense― los norteños soldados de la Unión vencen a los sureños confederados en la batalla de Darbytown Road.
- 1864: en el puerto de Bahía (Brasil) ―en el marco de la guerra civil estadounidense― los norteños capturan el barco CSS Florida (confederado).
- 1865: en Jamaica comienza la rebelión de Morant Bay.
- 1870: en París, Léon Gambetta sobrevuela la ciudad con un globo aerostático.
- 1870: la provincia de Matanzas (Cuba) es arrasada por el Huracán del Día de San Marcos. En la ciudad de Matanzas, las inundaciones producen 800 muertos.
- 1879: Alemania y el Imperio austrohúngaro firman el "Twofold Covenant" creando la Alianza Dual.
- 1882: la provincia de Pinar del Río (Cuba) es arrasada por un huracán durante tres días.
- 1884: en la provincia de Santa Fe (Argentina), Guillermo Lehmann funda la localidad de Humberto Primo.
- 1886: España prohíbe la esclavitud en Cuba.
- 1907: el francés Henri Farman vuela 30 metros en un biplano.
- 1908: Creta se rebela contra el Imperio otomano y se alía con Grecia.
- 1908: Serbia y Montenegro firman un pacto contra el Imperio austrohúngaro.
- 1913: en la Ciudad de México, muere asesinado Belisario Domínguez Palencia, senador por el estado de Chiapas, catorce días después de haber pronunciado un discurso en contra de Victoriano Huerta (véase 23 de septiembre).
- 1919: en Países Bajos se funda la compañía KLM, la más antigua compañía aérea todavía en funcionamiento.
- 1919: primer servicio aéreo entre Britain Aerial Transport y KLM.
- 1928: en la actual Etiopía, la emperatriz Zauditu corona a Haile Selassie I de Etiopía como monarca de Abisinia.
- 1931: en Rochester (Nueva York) se hace la primera muestra de fotografía de infrarrojos.
- 1934: Con el fin de sofocar la Revolución de Asturias, desembarcan en Gijón legionarios y regulares del Ejército de África al mando del teniente coronel Juan Yagüe.
- 1936: en Guernica se constituye el primer Gobierno Provisional del País Vasco y se nombra a su primer lendakari, José Antonio Aguirre.
- 1938: en Alemania, el Gobierno nazi ordena que todos los pasaportes de los judíos lleven la letra J.
- 1940: en la Segunda Guerra Mundial, Alemania invade Rumania.
- 1941: en la Segunda Guerra Mundial, Alemania ocupa Viarma (Unión Soviética).
- 1941: John Curtin se convierte en el 14.º primer ministro de Australia.
- 1942: Estados Unidos y Gran Bretaña anuncian la creación de las Naciones Unidas.
- 1942: en la Segunda Guerra Mundial, cohetes rusos Katyusha destruyen un batallón alemán en Stalingrado.
- 1943: en la Segunda Guerra Mundial, Japón ejecuta a 100 prisioneros estadounidenses en la isla Wake.
- 1944: en la Segunda Guerra Mundial, Erwin Rommel ordena la retirada a Berlín.
- 1944: en la Segunda Guerra Mundial, los Aliados bombardean la población civil en Vlissingen.
- 1944: en el campo de concentración de Auschwitz (en la Polonia ocupada por los nazis), 250 prisioneras judías organizan un levantamiento. Son capturadas y ejecutadas.
- 1945: la provincia de Pinar del Río (Cuba) es arrasada por un huracán.
- 1949: se forma la República Democrática Alemana.
- 1950: China invade el Tíbet (Anexión del Tíbet por China)
- 1950: en la guerra de Corea, las fuerzas estadounidenses cruzan el paralelo 38 e invaden Corea del Norte.
- 1951: el Ejército de Liberación Malayo (MRLA) contraataca y mata al comisionado británico Henry Gurney.
- 1951: en Israel, David Ben-Gurión forma gobierno.
- 1952: en Estados Unidos sale a la luz la primera patente del código de barras.
- 1957: a 150 metros bajo tierra, en el área B9a del Sitio de pruebas atómicas de Nevada (a unos 100 km al noroeste de la ciudad de Las Vegas), a las 5:00 (hora local) Estados Unidos detona su bomba atómica Morgan, de 8 kilotones. Es la bomba n.º 117 de las 1132 que Estados Unidos detonó entre 1945 y 1992.
- 1958: el presidente de Pakistán Iskander Mirza, con el apoyo del general Ayub Khan y su ejército suspende la constitución de 1956 e impone la ley marcial, cancelando las elecciones de enero de 1959.
- 1958: en los Estados Unidos, la NASA crea el proyecto Mercurio.
- 1960: en los Estados Unidos, John F. Kennedy y Richard Nixon realizan un segundo debate por la presidencia.
- 1961: en la finca San Pedro, situada en Quemado de Güines (en la provincia cubana de Villa Clara), la banda de Thondike (Margarito Lanza Flores) asesinan al miliciano José Taurino Galindo Perdigón.
- 1962: en Novaya Zemlya, la Unión Soviética realiza un ensayo nuclear.
- 1963: el huracán Flora llega a Haití y a la República Dominicana, matando a 7190 personas.
- 1963: en Perú, el canal RPP inicia sus transmisiones.
- 1970: en los Estados Unidos, el presidente Richard Nixon anuncia cinco puntos de propuesta de paz en la guerra de Vietnam.
- 1975: en los Estados Unidos, el presidente Gerald Ford firma la ley por la cual las mujeres podrán entrar en el ejército.
- 1978: en España se legaliza la venta de la píldora anticonceptiva.
- 1985: tragedia en Mameyes (sector de Ponce, Puerto Rico).
- 1985: terroristas palestinos secuestran el barco Achille Lauro.
- 1986: La banda de thrash metal Slayer lanza el álbum Reign In Blood , considerado uno de los mejores álbumes del género
- 1991: Erwin Neher y Bert Sakmann reciben el premio Nobel en Fisiología o Medicina.
- 1996: en los Estados Unidos se estrena la serie Oye Arnold!, con el capítulo «Las frutas en el centro».
- 1999: cerca de Quito (Ecuador) el volcán Pichincha entra en erupción expulsando gran cantidad de cenizas en una forma de hongo.
- 2000: último partido en el estadio de Wembley entre Inglaterra y Alemania con gol de Dietmar Hamann.
- 2001: Comienza la intervención militar británico-estadounidenses en Afganistán (guerra en Afganistán).
- 2003: en los Estados Unidos, el gobernador de California Gray Davis es sustituido por Arnold Schwarzenegger.
- 2003: la banda de Rock británica Led Zeppelin saca su tercer álbum en vivo How The West Was Won
- 2004: en Camboya abdica el rey Norodom Sihanouk.
- 2005: Nils Wilhelm Gustafsson es liberado de los cargos por los asesinatos del Lago Bodom
- 2006: en Moscú (Rusia) es asesinada a tiros la periodista rusa Anna Politkóvskaia (48), que había denunciado las violaciones a los Derechos Humanos por parte del estado ruso en Chechenia.
- 2007: Costa Rica aprueba por medio de un referéndum la firma de un tratado de libre comercio con Estados Unidos, Centroamérica y el Caribe con un ajustado 3,22 % de diferencia entre el voto SÍ y el NO.
- 2008: la Confederación Sindical Internacional empieza a conmemorar el 7 de octubre la Jornada Mundial por el trabajo decente
- 2010: el novelista, periodista y político hispano-peruano Mario Vargas Llosa es galardonado con el Premio Nobel de Literatura.
- 2012: en Venezuela, Hugo Chávez, es reelegido presidente por tercera vez, sin embargo al año siguiente no llega a juramentar el cargo presidencial, debido al cáncer que padecía.
- 2016: el presidente de Colombia Juan Manuel Santos es galardonado con el Premio Nobel de la Paz.
- 2016: inicia el histórico festival Desert Trip en California, reuniendo a seis de las máximas leyendas del rock.
- 2019: en Chile, estudiantes de liceos emblemáticos llaman por primera vez a realizar una evasión masiva en la estación Universidad de Chile, a raíz del alza en la tarifa del sistema de transporte. La convocatoria, la cual se repetiría por varios días, desembocará en un estallido social en el país.
- 2023: El grupo militante islamista Hamás lanza un ataque contra Israel, matando a alrededor de 1.200 personas, en su mayoría civiles, y tomando a más de 240 rehenes, tras lo cual, inició la Guerra de Gaza.

## Nacimientos
- 14 a. C.: Druso  el Joven, político romano (f. 23 d. C.).
- 1301: Alejandro de Tver, aristócrata ruso, príncipe de Tver (f. 1339).
- 1471: Federico I, rey danés y noruego entre 1523 y 1533 (f. 1533).
- 1531: Scipione Ammirato, historiador italiano (f. 1601).
- 1573: William Laud, arzobispo anglicano inglés (f. 1645).
- 1576: John Marston, escritor inglés (f. 1634).
- 1586: Isaac Massa, diplomático neerlandés (f. 1643).
- 1589: María Magdalena de Austria, archiduquesa de Toscana (f. 1631).
- 1591: Pierre Le Muet, arquitecto francés (f. 1669).
- 1675: Rosalba Carriera, pintora italiana (f. 1757).
- 1697: Canaletto, artista italiano (f. 1768).
- 1713: Granville Elliott, militar británico (f. 1759).
- 1728: Caesar Rodney, jurista estadounidense (f. 1784).
- 1744: Serguéi Vyazmitinov, general ruso (f. 1819).
- 1748: Carlos XIII, rey sueco entre 1809 y 1818 (f. 1818).
- 1786: Louis-Joseph Papineau, político canadiense (f. 1871).
- 1794: Wilhelm Müller, poeta alemán (f. 1827).
- 1800: Carlota Luisa de Godoy y Borbón, aristócrata española (f. 1886).
- 1811: Marcos Paz, vicepresidente conservador argentino (f. 1868).
- 1832: Charles Crozat Converse, abogado y compositor estadounidense (f. 1918).
- 1835: Felix Draeseke, compositor alemán (f. 1913).
- 1841: Nicolás I, rey montenegrino entre 1910 y 1918 (f. 1921).
- 1849: James Whitcomb Riley, poeta estadounidense (f. 1916).
- 1866: Wlodimir Ledochowski, religioso jesuita polaco (f. 1942).
- 1873: Paul Peyerimhoff de Fontenelle, naturalista, botánico, entomólogo y zoólogo francés (f. 1957).
- 1879: Joe Hill, activista y sindicalista sueco (f. 1915).
- 1881: Mijaíl Drozdovski, general ruso (f. 1918).
- 1885: Niels Bohr, físico danés, premio nobel de física en 1922 (f. 1962).
- 1888: Edna Meade Colson, educadora y activista estadounidense (f. 1985).
- 1888: Henry A. Wallace, político estadounidense (f. 1965).
- 1892: Dwain Esper, cineasta estadounidense (f. 1982).
- 1893: Alfredo Codona, trapecista mexicano (f. 1937).
- 1894: Del Lord, cineasta estadounidense (f. 1970).
- 1897: Julio Ruiz de Alda, aviador español (f. 1936).
- 1897: Elijah Muhammad, religioso islamista estadounidense (f. 1975).
- 1898: Alicia Rico, actriz cubana.
- 1900: Heinrich Himmler, dirigente nazi alemán (f. 1945).
- 1905: Andy Devine, actor estadounidense (f. 1977).
- 1910: Henry P. McIlhenny, filántropo estadounidense (f. 1986).
- 1911: Vaughn Monroe, cantante estadounidense (f. 1973).
- 1911: Shura Cherkassky, pianista ucraniano (f. 1995).
- 1912: Fernando Belaúnde Terry, arquitecto y político peruano, presidente del Perú entre 1963-1968 y 1980-1985 (f. 2002).
- 1913: Simon Carmiggelt, periodista y escritor neerlandés (f. 1987).
- 1914: Alfred Drake, actor estadounidense (f. 1992).
- 1915: Alicia Barrié, actriz argentina de origen chileno (f. 2002).
- 1916: Eloísa Álvarez Guedes, actriz cubana (f. 1993).
- 1917: June Allyson, actriz estadounidense (f. 2006).
- 1919: sir Zelman Cowen, político australiano (f. 2011).
- 1920: Jack Rowley, futbolista inglés (f. 1998).
- 1921: Raymond Goethals, entrenador de fútbol belga (f. 2004).
- 1923: Irma Grese, dirigente nazi alemán (f. 1945).
- 1927: R. D. Laing, fisiólogo escocés (f. 1989).
- 1927: Al Martino, actor estadounidense (f. 2009).
- 1927: Juan Benet, escritor español (f. 1993).
- 1928: Sergio Corona, actor mexicano.
- 1929: Robert Westall, autor británico (f. 1993).
- 1930: Carlos Mugica, sacerdote y profesor argentino vinculado al Movimiento de Sacerdotes para el Tercer Mundo (f. 1974).
- 1931: Cotton Fitzsimmons, entrenador de baloncesto estadounidense (f. 2004).
- 1931: Desmond Tutu, clérigo y activista sudafricano, premio nobel de la paz 1984 (f. 2021).
- 1934: Amiri Baraka, poeta y crítico musical estadounidense (f. 2014).
- 1934: Manuel Cardona Castro, físico español (f. 2014).
- 1934: Ulrike Meinhof, terrorista alemán (f. 1976).
- 1935: Thomas Keneally, autor australiano.
- 1938: Xi Xi, escritora y guionista china (f. 2022).
- 1939: John Hopcroft, informático estadounidense.
- 1939: Harold Kroto, químico británico 8(f. 2016).
- 1939: Enrique Pinti, actor, humorista, director teatral, escritor y dramaturgo argentino; precursor del stand up teatral (f. 2022)
- 1943: José Cardenal, jugador cubano de béisbol.
- 1943: Oliver North, político estadounidense.
- 1944: Judee Sill, músico estadounidense (f. 1979).
- 1945: Kevin Godley, músico británico, de la banda 10cc.
- 1946: Noel Nicola, músico y cantautor cubano, uno de los pioneros de la Nueva Trova (f. 2005).
- 1946: Rómulo León, político peruano.
- 1946: Juan José Tamayo, teólogo español.
- 1948: Diane Ackerman, poeta y ensayista estadounidense.
- 1949: Dave Hope, músico estadounidense, de la banda Kansas.
- 1950: Andrés Alén, pianista y compositor cubano.
- 1950: Jakaya Mrisho Kikwete, político y presidente tanzano.
- 1951: John Mellencamp, cantante estadounidense.
- 1952: Marilyn Waring, política, intelectual, feminista neozelandesa.
- 1952: Vladímir Putin, político ruso.
- 1953: Tico Torres, batería estadounidense, de la banda Bon Jovi.
- 1954: Arturo García Tenorio, actor y director de cine mexicano.
- 1955: Yo-Yo Ma, violonchelista franco-estadounidense.
- 1957: Michael W. Smith, cantante estadounidense.
- 1957: Jesús Candelas, entrenador de fútbol sala español.
- 1958: Bernardo Arévalo, político, diplomático, sociólogo y escritor guatemalteco, presidente de Guatemala desde 2024.
- 1958: Gerardo Isaac, militar y héroe nacional argentino.
- 1958: Julio Alberto, futbolista español.
- 1959: Lourdes Flores Nano, política peruana.
- 1959: Simon Cowell, directivo musical británico.
- 1959:  Dylan Baker, actor estadounidense.
- 1960: Viktor Lazlo, cantante francés.
- 1962: Dave Bronconnier, político canadiense.
- 1962: Teo Cardalda, músico español, de las bandas Golpes Bajos y Cómplices.
- 1963: Concha Galán, presentadora de televisión española.
- 1963: Claudio Poggi, político argentino, Gobernador de San Luis entre 2011-2015 y desde 2023.
- 1966: Toni Braxton, cantante estadounidense.
- 1967: María Corina Machado, política venezolana.
- 1968: Thom Yorke, músico británico, de la banda Radiohead.
- 1969: Javier Álvarez, cantautor español.
- 1970: Lee Ji-ha, actriz surcoreana.
- 1971: Ismael Urzaiz, futbolista español.
- 1973: Dida, futbolista brasileño.
- 1973: Pablo Michelini, futbolista argentino.
- 1974: Charlotte Nilsson, cantante sueco.
- 1975: Damian Kulash, vocalista y guitarrista estadounidense, de la banda Ok Go.
- 1975: Omar Narváez, boxeador argentino.
- 1975: Marcos Yaroide, cantante y compositor de música cristiana dominicano.
- 1976: Marc Coma, piloto de motos español.
- 1976: Andrés Cabas, músico colombiano.
- 1976: Gilberto Silva, futbolista brasileño.
- 1976: Santiago Solari, futbolista argentino.
- 1976: Aline Barros, vocalista góspel brasileña.
- 1978: Jorge Luis Herrera, escritor mexicano.
- 1978: Jaime Asensio de la Fuente, futbolista y entrenador español.
- 1979: Simona Amânar, gimnasta rumana.
- 1979: Carolina Acevedo, actriz y presentadora colombiana.
- 1979: Aaron y Shawn Ashmore, actores canadienses.
- 1980: Edison Chen, actor canadiense.
- 1982: Jermain Defoe, futbolista británico.
- 1982: Robby Ginepri, tenista estadounidense.
- 1984: Simon Poulsen, futbolista danés.
- 1985: Giovanna Andrade, presentadora de TV y actriz ecuatoriana.
- 1986: Kaitlyn, luchadora profesional estadounidense.
- 1987: Sam Querrey, tenista estadounidense.
- 1987: Lauren Mayberry, compositora e intelectual escocesa.
- 1988: Diego Costa, futbolista español de origen brasileño.
- 1990: Sebastián Coates, futbolista uruguayo.
- 1991: Mike Foltynewicz, beisbolista estadounidense.
- 1993: Rade Krunić, futbolista bosnio.
- 1994: Luis Milla Manzanares, futbolista español.
- 1996: Paloma de Bordóns, nadadora española.
- 1996: Petar Stojanović, futbolista esloveno.
- 1996: Nick Mears, beisbolista estadounidense.
- 1996: Naoto Arai, futbolista japonés.
- 1996: Mauricio Chajtur, futbolista boliviano.
- 1996: Divine Oduduro, atleta nigeriano.
- 1996: Guglielmo Vicario, futbolista italiano.
- 1997: Kira Kosarin, actriz estadounidense.
- 1998: Trent Alexander-Arnold, futbolista inglés.
- 1998: Helena Torres, futbolista española.
- 1998: Rodrigo Morínigo, futbolista paraguayo.
- 2002: Osama Vinladen, futbolista peruano.
- 2003: Zane Maloney, piloto barbadense.

## Fallecimientos
- 562 a. C.: Nabucodonosor II, gobernante de la dinastía caldea de Babilonia (n. 642 a. C.).
- 336: Marcos de Ostia, papa romano (n. ¿ ?).
- 858: Montoku, emperador japonés (n. 826).
- 929: Carlos el Simple, rey francés (n. 879).
- 988: Qian Chu, rey de Wuyue (n. 929).
- 1072: Sancho II de Castilla, rey de Castilla, Galicia y León (n. 1036).
- 1259: Ezzelino III da Romano, líder italiano (n. 1194).
- 1368: Leonel de Amberes, aristócrata inglés (n. 1338).
- 1553: Cristóbal de Morales, compositor español (n. c. 1500).
- 1555: Luis de Praet, diplomático de Habsburgo (n. 1488).
- 1577: George Gascoigne, poeta inglés (n. c. 1525).
- 1612: Giovanni Battista Guarini, poeta y dramaturgo italiano (n. 1538).
- 1620: Stanisław Żółkiewski, militar polaco (n. 1547).
- 1637: Víctor Amadeo I, aristócrata italiano (n. 1587).
- 1651: Jacques Sirmond, jesuita francés (n. 1559).
- 1653: Fausto Poli, obispo italiano (n. 1581).
- 1708: Gurú Gobind Singh, religioso indio (n. 1666).
- 1787: Henry Muhlenberg, fundador del luteranismo (n. 1711).
- 1792: George Mason, abogado y político estadounidense (n. 1725).
- 1793: Wills Hill, político británico (n. 1718).
- 1796: Thomas Reid, filósofo británico (n. 1710).
- 1849: Edgar Allan Poe, escritor estadounidense (n. 1809).
- 1878: Tomás Cipriano de Mosquera, fue un militar, diplomático y estadista colombiano, adepto al Partido Liberal Colombiano. (n. 1798).
- 1892: Thomas Woolner, escultor y poeta británico (n. 1825).
- 1894: Oliver Wendell Holmes, físico y escritor estadounidense (n. 1809).
- 1896: Louis Jules Trochu, militar y político francés (n. 1815).
- 1903: Rudolf Lipschitz, matemático alemán (n. 1832).
- 1906: Honoré Beaugrand, periodista y político canadiense (n. 1848).
- 1911: John Hughlings Jackson, neurólogo británico (n. 1835).
- 1913: Belisario Domínguez Palencia, médico y senador por el estado de Chiapas (n. 1863).
- 1918: Hubert Parry, compositor británico (n. 1848).
- 1925: Christy Mathewson, beisbolista estadounidense (n. 1880).
- 1926: Emil Kraepelin, fisiólogo alemán (n. 1856).
- 1932: Luis Caballero, militar y político mexicano (n. 1877).
- 1943: Eugeniusz Bodo, actor polaco (n. 1899).
- 1943: Radclyffe Hall, poetisa y escritora británica (n. 1880).
- 1950: Louis Halphen, historiador francés (n. 1880).
- 1955: Rodolphe Seeldrayers, dirigente futbolístico alemán (n. 1876).
- 1956: Clarence Birdseye, inventor estadounidense (n. 1886).
- 1959: Mario Lanza, tenor estadounidense (n. 1921).
- 1963: Gustaf Gründgens, actor alemán (n. 1899).
- 1967: Norman Angell, escritor y político británico, premio nobel de la paz en 1933 (n. 1872).
- 1967: Manuel Quintín Lame, líder indígena colombiano (n. 1880).
- 1969: Léon Scieur, ciclista belga (n. 1888).
- 1975: Antonio Bienvenida, torero español (n. 1922).
- 1975: Chango Rodríguez, cantautor argentino (n. 1914).
- 1981: Albert Cohen, novelista suizo (n. 1895).
- 1982: Alejandro Núñez Alonso, periodista y novelista español (n. 1905).
- 1983: Christopher Soglo, presidente de Benín (n. 1909).
- 1985: Juan Cunha, poeta uruguayo (n. 1910).
- 1985: Silvestre Vargas, músico y violinista mexicano (n. 1901).
- 1990: Juan José Arévalo, político y presidente guatemalteco entre 1945 y 1951 (n. 1904).
- 1991: José María Fonollosa, poeta español (n. 1922).
- 1991: Natalia Ginzburg, escritora italiana (n. 1916).
- 1991: Jorge Livraga, teósofo, líder de secta y escritor argentino (n. 1930), fundador en 1957 de la secta Nueva Acrópolis.
- 1992: Allan Bloom, filósofo estadounidense (n. 1930).
- 1992: Tevfik Esenç, último hablante conocido del idioma ubijé (n. 1904).
- 1993: Agnes De Mille, bailarina y coreógrafa estadounidense (n. 1905).
- 1994: Niels Kaj Jerne, inmunólogo danés (n. 1911).
- 1995: Gabriele Krocher Tiedemann, socióloga y anarquista alemana (n. 1951).
- 1996: Grigoris Asikis, cantante griego (n. 1890).
- 1999: Julio Inverso, poeta, narrador y artista del grafiti uruguayo (n. 1963).
- 2001: Herblock, dibujante estadounidense (n. 1909).
- 2003: Ryan Halligan, víctima de bullying y ciberbullying; suicidio (n. 1989).
- 2004; Miki Matsubara, cantante japonesa (n. 1959).
- 2005: Charles Rocket, actor estadounidense (n. 1949).
- 2006: Anna Politkóvskaya, periodista rusa (n. 1958).
- 2007: Norifumi Abe, piloto de motociclismo japonés (n. 1975).
- 2007: Gregorio Vardanega, artista italiano (n. 1923).
- 2009: Irving Penn, fotógrafo estadounidense (n. 1917).[1]
- 2009: Pedro Elías Zadunaisky, astrónomo y matemático argentino (n. 1917).
- 2011: Ramiz Alia, político albanés durante los años noventa (n. 1925).
- 2011: Enrique Monsonís, político español (n. 1931).
- 2011: Félix Romeo, escritor español (n. 1968).
- 2012: Heriberto Lazcano Lazcano, narcotraficante mexicano (n. 1974).
- 2015: Elena Lucena, actriz argentina (n. 1914).
- 2018: Peggy McCay, actriz estadounidense (n. 1927).
- 2020: Mario Molina, científico mexicano, premio nobel de química en 1995 (n. 1943).
- 2021: Jorge Coscia (69), cineasta y político argentino (n. 1952).

## Celebraciones
- Día Mundial del Algodón.

- Día Mundial de los Calvos.

- Día Internacional de la Neuralgia Trigeminal. Considerada una enfermedad rara y poco frecuente del Sistema Nervioso Periférico.

- Jornada Mundial por el Trabajo Decente.
(en inglés: World Day for Decent Work). Celebración promovida por la Confederación Sindical Internacional (CSI), con la finalidad de promover anualmente una jornada de movilización mundial, a fin de reclamar trabajos decentes y concienciar de que el trabajo es fuente de dignidad personal, estabilidad familiar y paz en la comunidad.

 Por países
(Por orden alfabético)
- Argentina:
  - Día del Personal Civil de las Fuerzas Armadas.[2]La fecha recuerda la presentación del primer estatuto del personal no militar de las Fuerzas Armadas.
    -  Misiones: 
      -  Aniversario de Club Atlético Bartolomé Mitre (Posadas).[3]
Fundación: 7 de octubre de 1926 (98 años).

- Chile:
  - Día del Médico Veterinario.

- España:
  - Día de Médico.
  - Día del Deporte.

- Israel:
  - Aniversario y conmemoración de las víctimas del ataque de diversos grupos paramilitares palestinos encabezados por Hamás,[4]que lanzó una ofensiva a gran escala contra las comunidades fronterizas al que denominaron Operación Inundación de Al-Aqsa, y que supuso el inicio de la Guerra de Gaza, el 7 de octubre de 2023.[5]

- Laos:
  - Día del Maestro.

### Santoral católico
- Virgen del Rosario.
- Santa Sabrina.

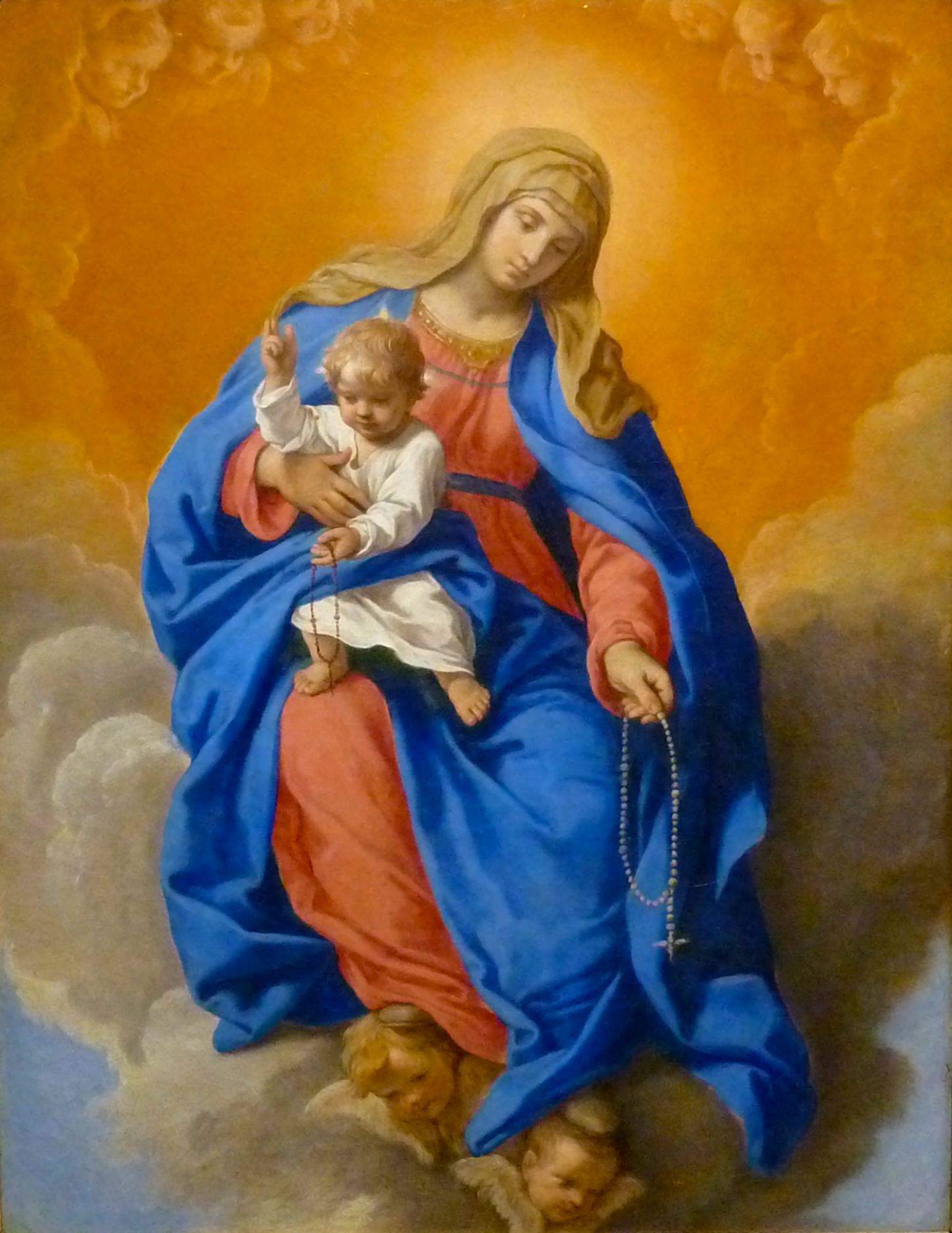
Virgen del Rosario.

- San Marcelo de Capua (s. III), mártir.
- Santa Justina de Padua (s. III), virgen y mártir.
- Santos Sergio y Baco de Betsaloe (s. III), mártires.
- San Marcos (f. 336), papa.
- San Augusto de Bourges (f. 560), presbítero y abad.
- San Paladio de Saintes (f. 596), obispo.
- Beato Martín Cid (f. 1152).
- Beato Juan Hunot (f. 1794), presbítero y mártir.
- Beato José Llosá Balaguer (f. 1936), religioso y mártir.

 Por países
(Por orden alfabético)
- Argentina:
  - Día de conmemoración a la Virgen del Rosario del Milagro.
    - Cosquín, Paraná, Rosario y Maipú (Buenos Aires).

- España:
  -  Andalucía
    -  (Almeria) (Cádiz)  (Córdoba) (Granada)  (Huelva) (Jaén) (Málaga) (Sevilla)

  -  Castilla y León
    - (Valladolid)

  -  Extremadura
    - (Badajoz) (Cáceres)

  -  Andalucía, se celebra fiesta patronal en honor de la Virgen del Rosario las siguientes poblaciones:
    - Alcaucín (Málaga): Feria chica. Almodóvar del Río (Córdoba). Alcontar (Almería). Algatocín (Málaga). Armuña de Almanzora (Almería). Bayarque (Almería). Benacazón (Sevilla). Benadalid (Málaga). Benahavís (Málaga). Benalauría (Málaga). Benaoján (Málaga). Benitagla (Almería). Bornos (Cádiz). Brenes (Sevilla). Burguillos (Sevilla). Cádiz. Calicasas (Granada). Canillas de Albaida (Málaga). Carrión de los Céspedes (Sevilla). Cartajima (Málaga). Cartaya (Huelva). Castilleja de Guzmán (Sevilla). Castril (Granada). Castro de Filabres (Almería). Chimeneas (Granada). El Cuervo de Sevilla (Sevilla). El Gastor (Cádiz). El Saucejo (Sevilla). El Turro (Cacín, Granada). Fonelas (Granada). Fuengirola (Málaga). Fuerte del Rey (Jaén). Gabia Chica (Las Gabias, Granada). Gádor (Almería). Gilena (Sevilla). Gines (Sevilla): Fiesta en honor de la Virgen del Rosario y Santa Rosalía. 'Gobernador'(Granada). 'Humilladero' (Málaga). Isla Cristina(Huelva). La Cala del Moral(Rincón de la Victoria, Málaga). La Iruela, (Jaén): Romería de San Martín y la Virgen del Rosario. La Peza(Granada): Fiesta en honor al Cristo de la Misericordia y la Virgen del Rosario. Lantejuela (Sevilla). Los Villares (Jaén). Lubrín (Almería). Luque (Córdoba). Macael (Almería). Mancha Real (Jaén). Marchena (Sevilla). Martín de la Jara (Sevilla). Melegís (El Valle, Granada). Minas de Ríotinto (Huelva). Mojácar (Almería). Molvízar (Granada). Monachil (Granada). Mondújar (Lecrín, Granada).  Montillana (Granada). Montoro (Córdoba). Moraleda de Zafayona (Granada). Moriles (Córdoba). Parauta (Málaga). Paymogo (Huelva). Pedro Abad (Córdoba). Pedroche (Córdoba). Peñarroya-Pueblonuevo (Córdoba). Polopos (Granada). Pórtugos (Granada). Rioja (Almería). Roquetas de Mar (Almería). Rota (Cádiz). Salobreña (Granada). Santa Fe de Mondújar (Almería). Santiponce (Sevilla). Sayalonga (Málaga). Segura de la Sierra (Jaén). Serrato (Málaga). Somontín (Almería). Teba (Málaga). Vallejos (Macharaviaya, Málaga). Villacarrillo (Jaén).  Villanueva de San Juan (Sevilla).  Villanueva del Rosario (Málaga). Villardompardo (Jaén). Yunquera (Málaga).

- México:
  - Monte de Oro, Úrsulo Galván (Veracruz).

- Nicaragua:
  - Nuestra Señora del Rosario de Estelí.

- Paraguay:
  - Luque.

- Perú:
  - Lima.

- Puerto Rico:
  - Poblado Rosario, Rosario Bajo, San Germán y Yauco.

- República Dominicana:
  - Celebración nacional.